# Административное деление Кипра

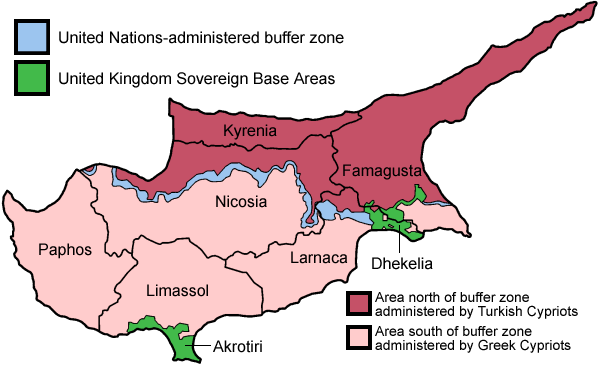
Административное деление Кипра

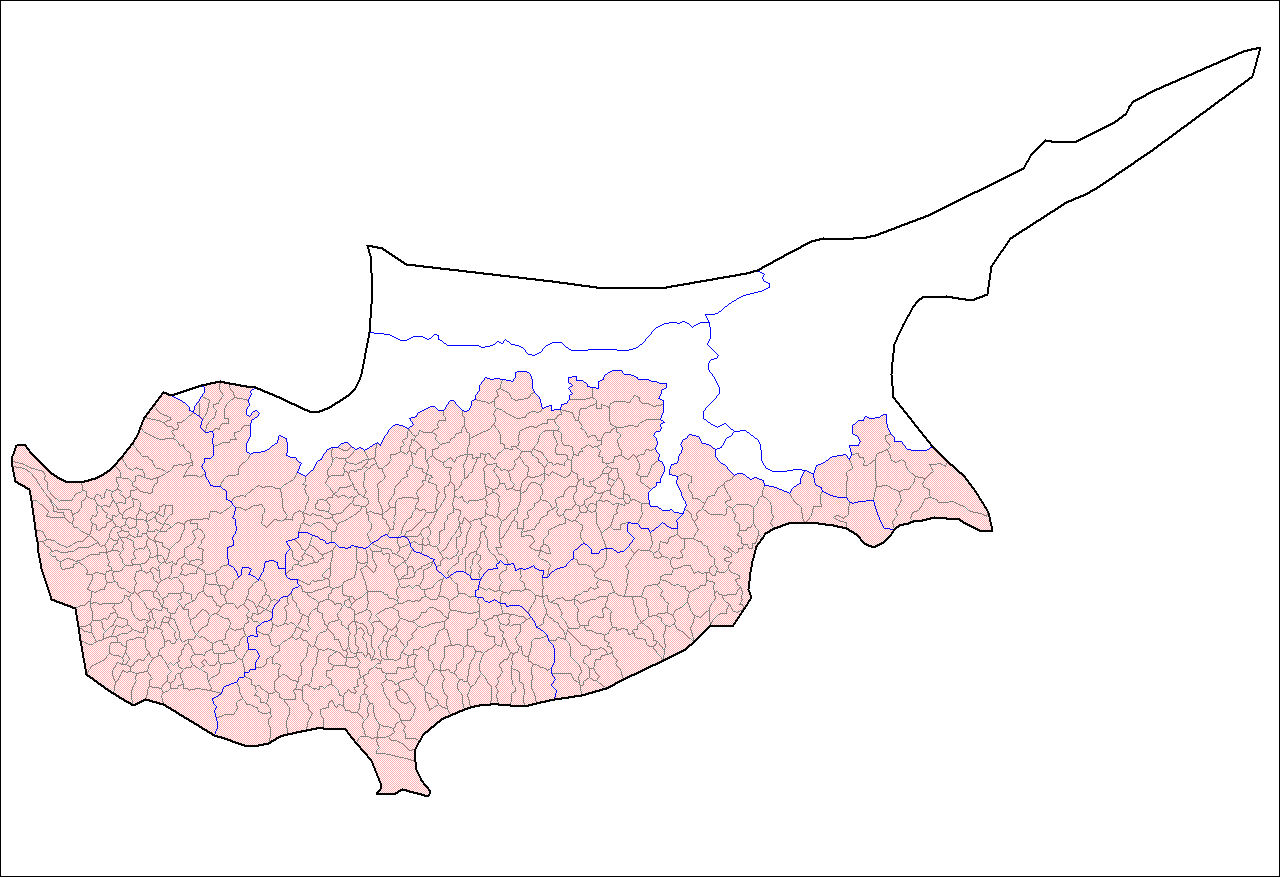
Карта муниципалитетов, контролируемые греками

Часть Кипра управляется Республикой Кипр, часть — частично признанной Турецкой Республикой Северного Кипра

## Административно-территориальное деление Республики Кипр

### Первый уровень
- Никосия (Λευκωσία Левкосия, тур. Лефкоша) — частично управляется Турецкой Республикой Северного Кипра
- Кириния (Κερύvεια, тур. Гирне) — полностью управляется Турецкой Республикой Северного Кипра
- Ларнака (Λάρνακα, тур. Искеле) — небольшая часть управляется Турецкой Республикой Северного Кипра
- Лимасол (Λεμεσός Лемесос)
- Пафос (Πάφος, тур. Баф)
- Фамагуста (Αμμόχωστος Амохостос, тур. Газимагуса (Магуса)) — бо́льшая (северная) часть управляется Турецкой Республикой Северного Кипра

### Второй уровень
Управляемая Республикой Кипр территория делится на 33 общины (греч. δήμος):
- Агландзия (Αγλαντζια)
- Айия-Напа (Αγια Ναπα)
- Айос-Атанасиос[англ.] (Αγιοσ Αθανασιοσ)
- Айос-Дометиос (Αγιοσ Δομετιοσ)
- Арадипу (Αραδιππου)
- Атиену (Αθηενου)
- Аканту (Ακανθου)
- Амохостос (Αμμοχωστοσ)
- Дериниа (Δερυνεια)
- Ермасойя (Γερμασογεια)
- Ероскипу (Γεροσκηπου)
- Идалион (Ιδαλιον)
- Каравас (Καραβασ)
- Като-Полемидия (Κατω Πολεμιδια)
- Кириния (Κερυνεια)
- Китрея (Κυθρεα)
- Лакатамия (Λακαταμια)
- Лапитос (Λαπηθοσ)
- Ларнака (Λαρνακα)
- Лация (Λατσιά)
- Лимасол (Λεμεσοσ)
- Лефкара (Λευκαρα)
- Лефконико (Λευκονοικο)
- Лефкосия (Λευκωσια)
- Лиси (Λυση)
- Меса-Йитония (Μεσα Γειτονια)
- Морфу (Μορφου)
- Паралимни (Παραλιμνι)
- Пафос (Παφοσ)
- Пейя (Πεγεια)
- Полис (Πολησ Χρυσοχουσ)
- Строволос (Στροβολοσ)
- Эгоми (Εγκωμη)

## Административно-территориальное деление Турецкой Республики Северного Кипра
Турецкая Республика Северного Кипра делится на 5 районов:
- Лефкоша
- Газимагуса
- Гирне
- Гюзельюрт
- Искеле